# Trame turquoise
La trame turquoise se définit comme une zone d'interface entre des milieux aquatiques (eau de surface courante ou stagnante, permanente ou temporaire) et des milieux terrestres en interaction.

## Fonction
Ces zones constituent un ensemble d'habitats composites et fonctionnels pour les espèces liées aux milieux aquatiques et humides pour assurer tout ou une partie de leur cycle de vie (déplacement, reproduction, alimentation). En termes d'aménagement du territoire, il s'agit d'une déclinaison de la trame verte et bleue adoptée en France à la suite du Grenelle de l'environnement.[réf. nécessaire]

## Concept récent
La notion est récente dans la littérature scientifique. Elle apparaît brièvement en 2008 pour souligner l'importance du rôle de l'eau dans les réflexions sur les trames vertes. L'expression est ensuite reprise pour désigner les zones humides urbaines, puis les zones ripariennes à l'interface des cours d'eau et des milieux terrestres. C'est cette dernière définition qui semble être utilisée lorsque la trame turquoise est définie comme une zone tampon autour des cours d'eau. 
En 2023, l’Agence de l'eau Rhône-Méditerranée-Corse, en partenariat avec le CEREMA, publie un guide en accès libre, intitulé Document d'aide à la définition d'une stratégie de restauration de la trame turquoise dont l'objectif est d'aider les maîtres d'ouvrage dans leur démarche d'aménagement du territoire.